# Utricularia geoffrayi
Utricularia geoffrayi — вид рослин із родини пухирникових (Lentibulariaceae).

## Біоморфологічна характеристика
Вид має невеликі суцвіття, які пофарбовані в білий і пурпуровий колір. Нижня губа віночка куполоподібна і закінчується трьома неглибокими частками. Біля піднебіння є два виступи з жовтою крапкою. Верхня віночкова губа вигнута вперед. Шпора висувається вперед і звужується до вузької точки. 

## Середовище проживання
Поширений від тропічної Австралії (Північна територія, Квінсленд, Західна Австралія) до Індокитаю (Камбоджа, Лаос, Таїланд, В'єтнам).
Росте на болотах, уражених вологих ділянках (наприклад, рисові поля) і піщаних, сезонно вологих западинах на різноманітних субстратах; на висотах від 0 до 300 метрів.

## Використання
Вид культивується ентузіастами роду, але торгівля незначна.